# Rotonda de Mosta
La iglesia parroquial de la Asunción (en maltés: Knisja Arċipretali ta' Santa Marija), comúnmente conocida como la Rotonda de Mosta (en maltés: Ir-Rotunda tal-Mosta) o la Cúpula de Mosta, es una iglesia parroquial católica situada en Mosta, Malta, y dedicada a la Asunción de María. Fue construida entre 1833 y 1860 con diseños neoclásicos de Giorgio Grognet de Vassé, en el lugar de una iglesia renacentista anterior que había sido construida hacia 1614 con diseños de Tommaso Dingli.
El diseño de la iglesia actual se basa en el Panteón de Roma y en un momento dado tuvo la tercera cúpula sin soporte más grande del mundo. La iglesia evitó por poco su destrucción durante la Segunda Guerra Mundial, ya que el 9 de abril de 1942 una bomba lanzada por la aviación alemana perforó la rotonda y cayó en la iglesia durante una misa, pero no explotó. Este acontecimiento fue interpretado por los malteses como un milagro.

## Galería de imágenes

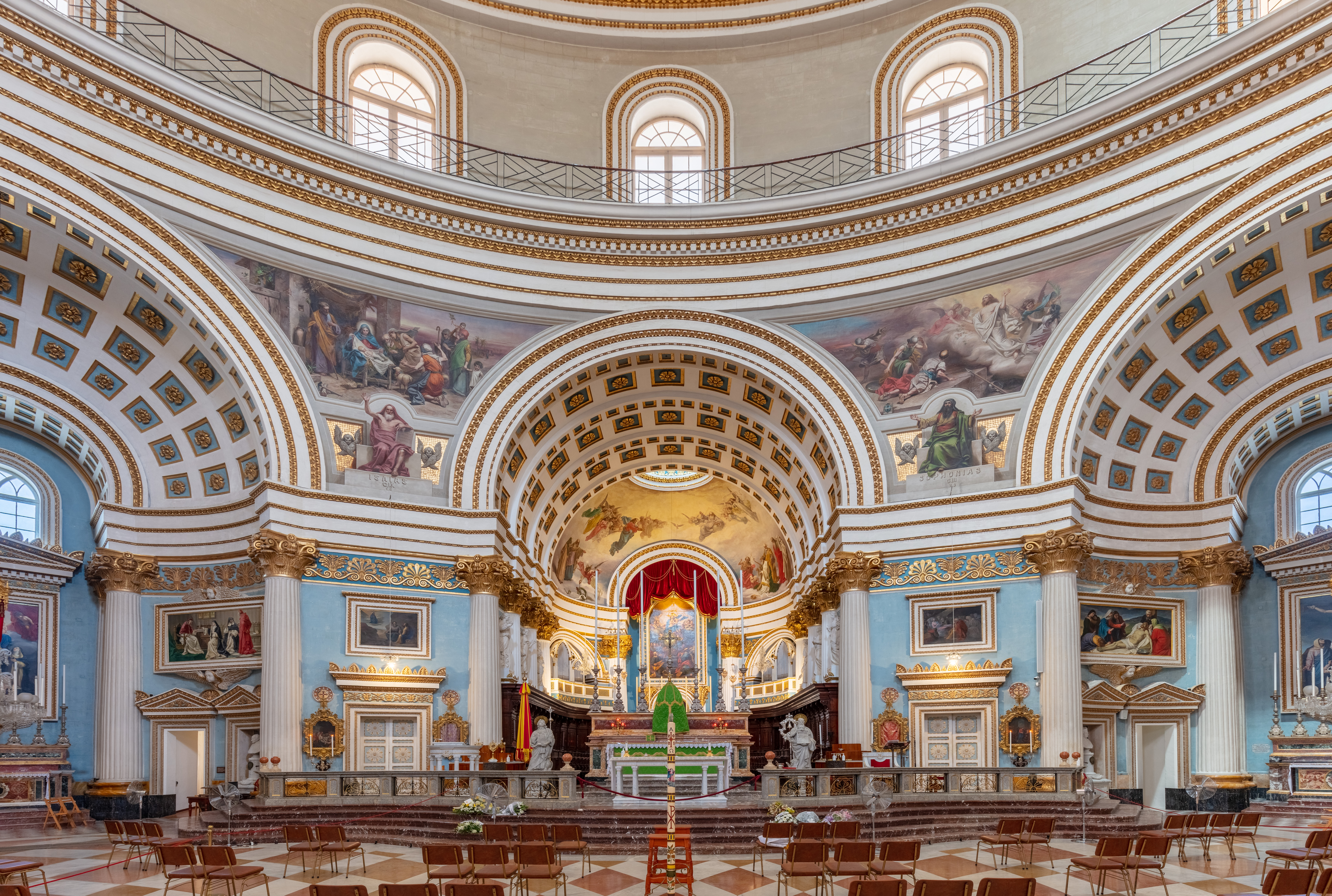
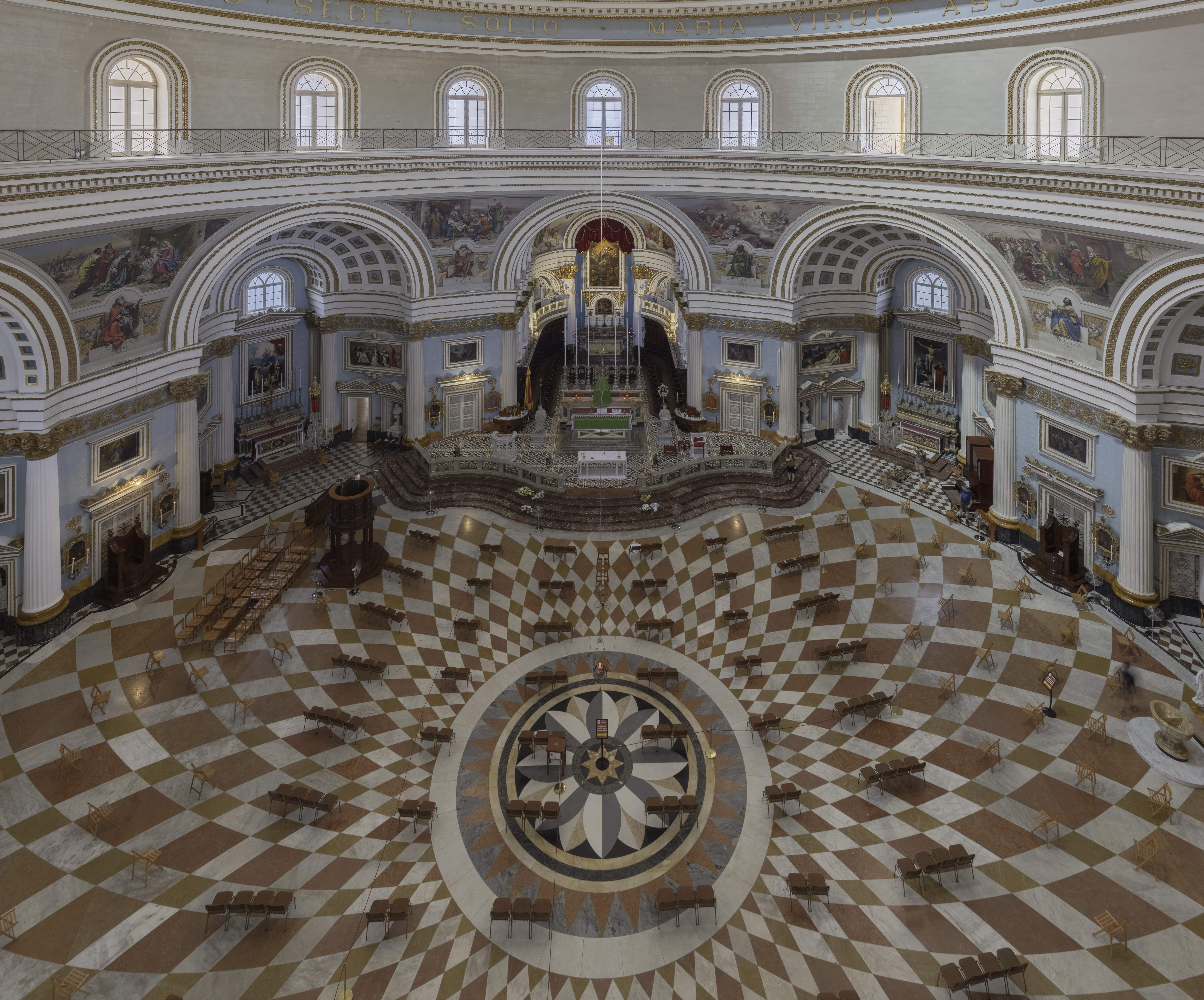
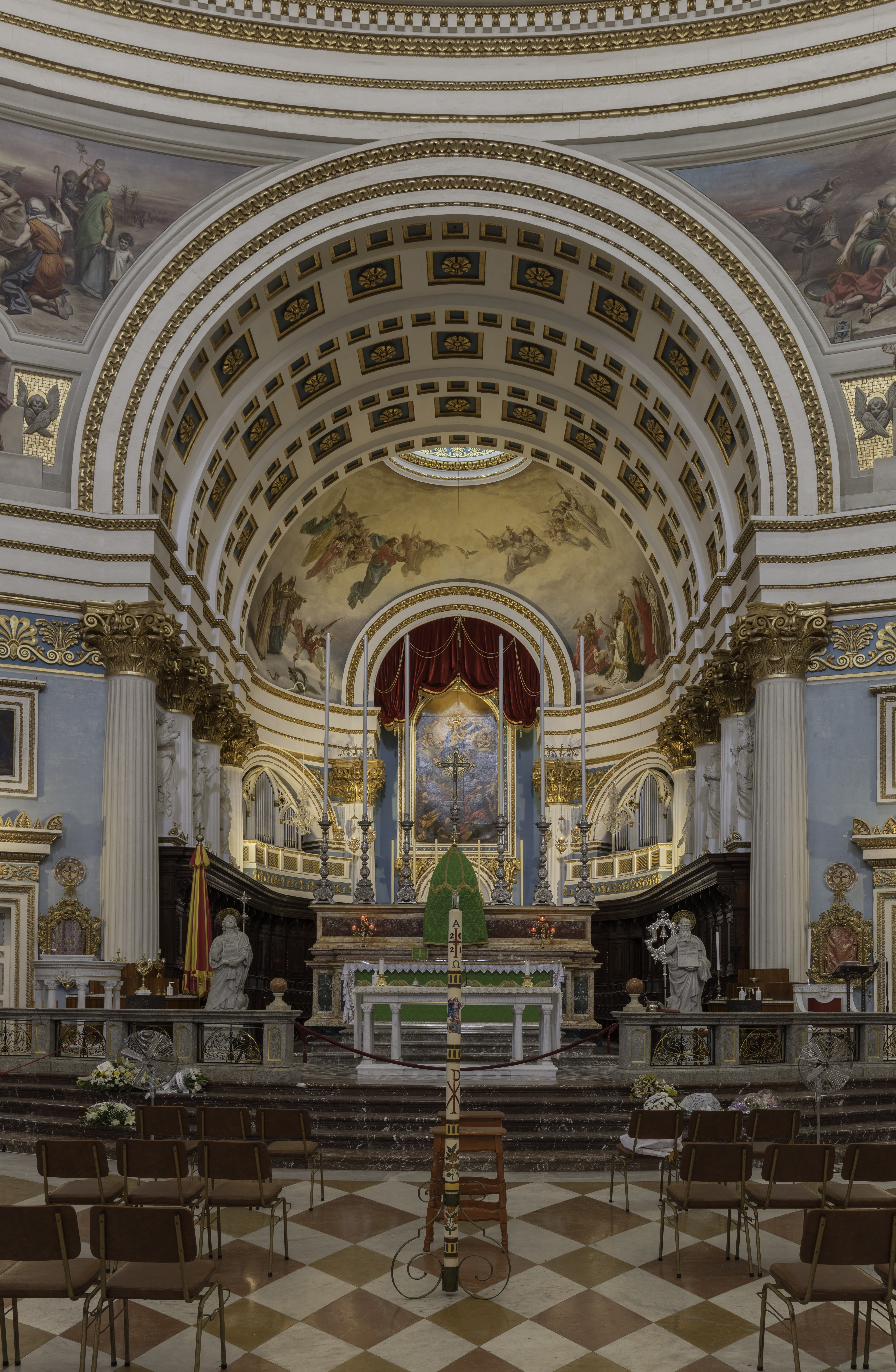
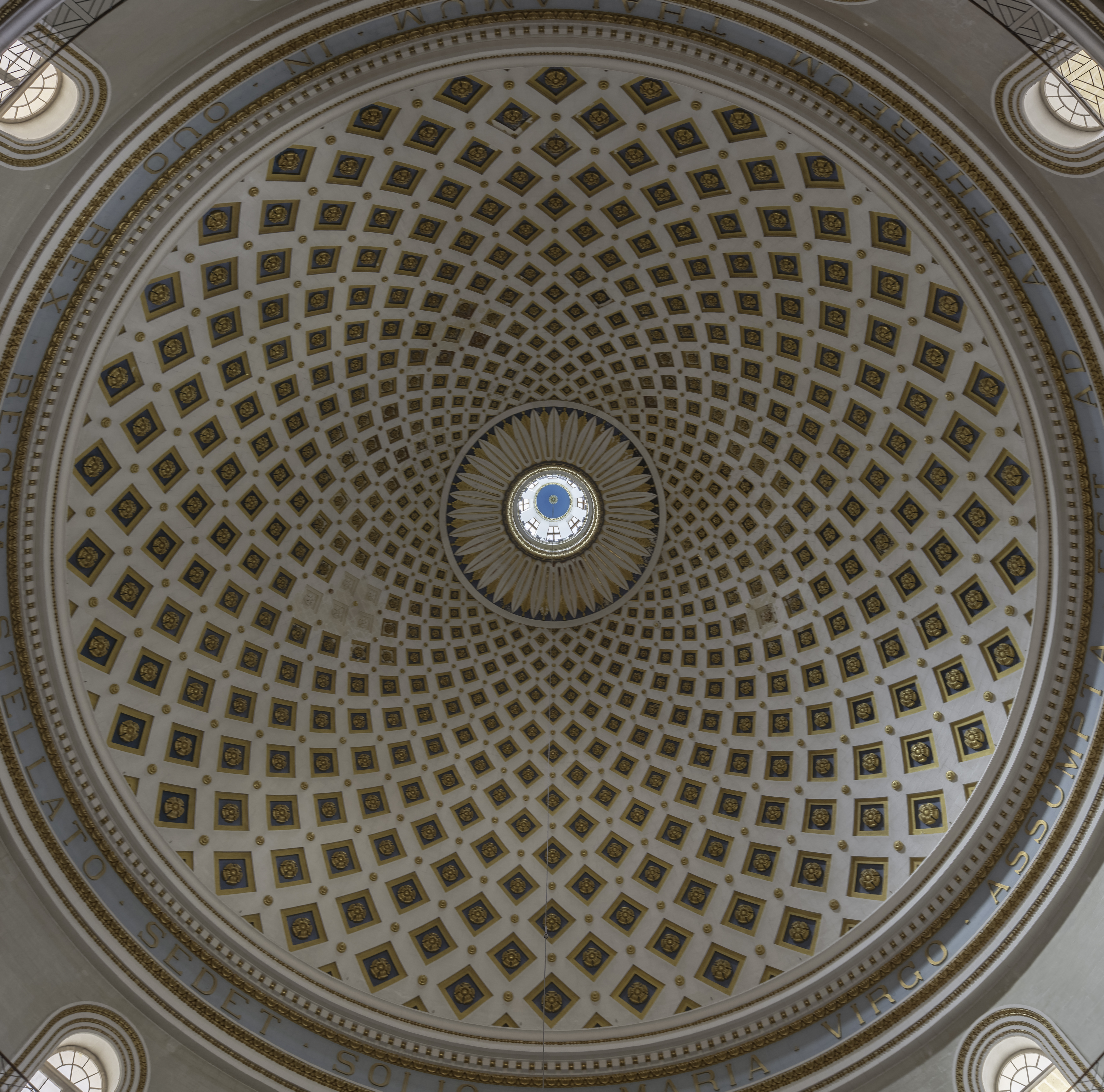
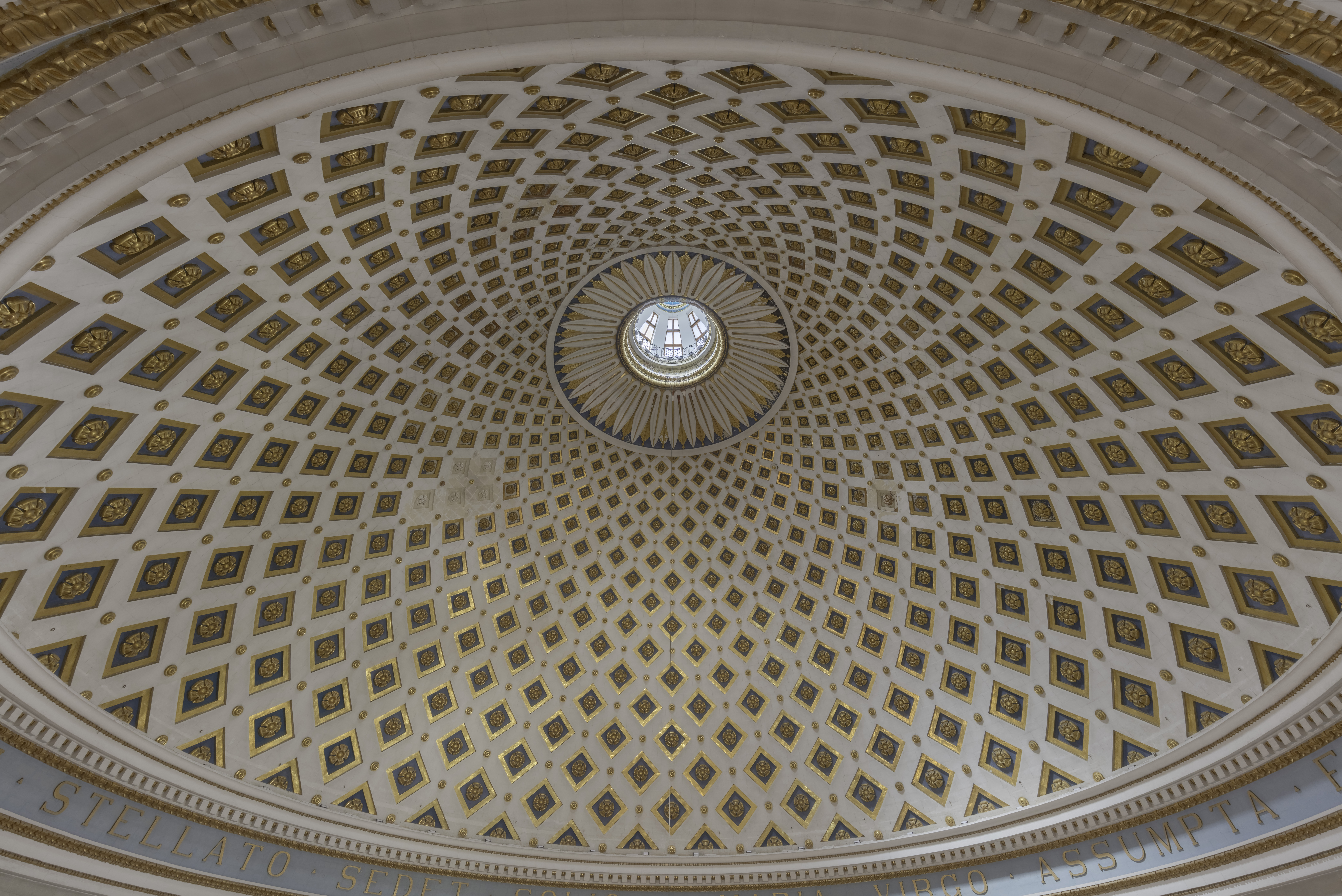